# لودویگ پیشکاچک
لودویگ پیشکاچک (آلمانی: Ludwig Piskaçek؛ ‏ ۱۶ نوامبر ۱۸۵۴ – ۱۹ سپتامبر ۱۹۳۲) پزشک متخصص زایمان و زنان اهل اتریش-مجارستان بود. او رشتهٔ پزشکی را در وین خواند و دکترای پزشکی خود را در سال ۱۸۸۲ دریافت کرد. او از سال ۱۸۹۰ استادتمام رشتهٔ پزشکی زایمان در لینتس بود. وی مؤلف «کتاب درسی برای دانشجویان رشته مامایی و کتاب مرجع برای ماماها» بود که چندین بار تجدید چاپ شد.